# Oncidium rutkisii
Oncidium rutkisii là một loài thực vật có hoa trong họ Lan. Loài này được Foldats mô tả khoa học đầu tiên năm 1996.